# 대성군
대성군(大城郡)은 후신라 시기에 지금의 경상북도 청도군과 경주시 동부 일대에 만들어진 행정구역이다. 속현으로는 약장현과 동기정이 있었다.

## 영역
삼국사기에 따르면 대성군은 구도성 경내의 솔이산성, 가산현, 오도산성을 뜻한다고 한다. 이 3성은 지금의 경상북도 청도군에 속해 있다. 이외에도 대성군에 속한 곳으로는 경주의 동부 일대와 지금의 안강읍, 강동면 일부가 있다. 대성군에 속한 경주 지역으로는 토함산, 형산, 삼기 등이 있었다. 통일신라 시기에도 월경지의 존재가 확인되는 만큼, 대성군도 청도군을 중심으로 동쪽 경주 일대를 월경지로 거느렸을 가능성이 크다.

## 문화재
- 혈례산

습비부의 나례, 임고군의 골화와 함께 대사(大祀)를 지내던 신라삼산 중 하나이다. 청도에 있는 오도산이 혈례산일 것이라고 추측된 바 있지만 정확한 위치는 알 수 없다.
- 토함산

지금의 경주시 하동, 진현동, 덕동, 황용동, 문무대왕면에 걸쳐있는 산이다. 신라 오악 중에서 동악으로서 중사(中祀)를 지냈던 곳이다.
- 형산

당시의 명칭은 북형산(北兄山)이었다. 북형산 외에 형산이 붙는 지명으로 지금의 선도산인 서형산이 있었기 때문이다. 지금의 경주 강동면 국당리에 있다. 삼국사기에 따르면 5악 외에 중사를 거행하던 산이었다고 한다.
- 금곡산

당시의 명칭은 삼기(三岐) 혹은 삼기산(三岐山)이었다. 신라의 소사(小祀)를 거행하던 지역이었다. 세속오계를 펼친 원광법사의 부도를 모신 금곡사가 있다. 원광법사가 젊은 시절에 수학했던 곳이다. 지금의 안강읍 두류리에 소재하고 있다.

## 같이 보기
- 삽량주